# 苏库皮拉-杜里亚尚
苏库皮拉-杜里亚尚是巴西马拉尼昂州的一个市镇。总面积564.974平方公里，总人口4443人，人口密度7.9人/平方公里。